# Побоищенский сельсовет

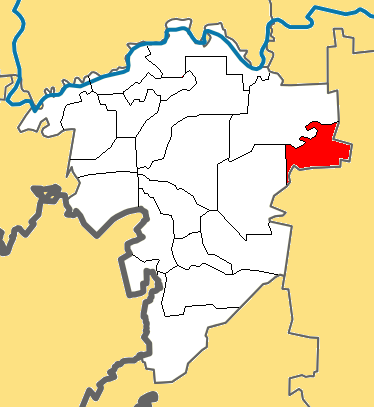
Побоищенский сельский совет

Побоищенский сельсовет — муниципальное образование в Кугарчинском районе Башкортостана.
Административный центр — село Побоище.

## История
Согласно Закону о границах, статусе и административных центрах муниципальных образований в Республике Башкортостан имеет статус сельского поселения.

## Население
| 2002 | 2009 | 2010 | 2012 | 2013 | 2014 | 2015 |
| ---- | ---- | ---- | ---- | ---- | ---- | ---- |
| 273  | ↘215 | ↘212 | ↘207 | ↘202 | ↘196 | ↘187 |
| 2016 | 2017 | 2018 |      |      |      |      |
| ↘186 | ↘182 | ↘174 |      |      |      |      |

## Состав сельского поселения
| № | Населённый пункт | Тип населённого пункта       | Население |
| - | ---------------- | ---------------------------- | --------- |
| 1 | Побоище          | село, административный центр | ↘194      |
| 2 | Щербаки          | хутор                        | ↗18       |